# Charlotte FitzRoy
Pour les articles homonymes, voir Fitzroy et Charlotte FitzRoy (comtesse de Yarmouth).
Charlotte FitzRoy, comtesse de Lichfield (5 septembre 1664 - 17 février 1718), est une fille illégitime du roi Charles II d'Angleterre par l'une de ses maîtresses, Barbara Palmer.

## Famille
Elle est le quatrième enfant et la deuxième fille de Barbara Palmer, fille de William Villiers (2e vicomte Grandison). Sa mère est alors séparée de Roger Palmer, mais encore mariée à lui. Charlotte et ses frères et sœurs sont les enfants illégitimes de l'amant de leur mère, Charles II. Le roi l'a reconnue comme sa fille, et elle porte le nom de Fitzroy - "fils du Roi".
Elle est la nièce préférée de Jacques, duc d'York, frère cadet de Charles II, qui règne plus tard en tant que roi Jacques II. "Nous savons peu d'elle, sauf qu'elle était belle;" "elle rivalisait avec sa mère dans la beauté, mais était loin contrairement à elle, à tous autres égards." Comme la duchesse de Cleveland était connue pour sa nature diabolique, cela veut dire que Charlotte était douce tempérée et agréable. 

## Mariage et descendance
Le 16 mai 1674, avant son dixième anniversaire, Charlotte est fiancée à Edward Lee, et ils se marient le 6 février 1677, dans sa treizième année. Lorsque Charles Stewart (3e duc de Richmond), meurt en 1673, Edward est créé comte de Lichfield.
Ensemble, ils ont dix-huit enfants:
- Charlotte Lee, lady Baltimore (13 mars 1678 - 22 janvier 1721),
  - (1) Benedict Calvert (4e baron Baltimore), de qui elle a six enfants.
  - (2) Christopher Crowe, consul de Livourne, de qui elle a quatre enfants.
- Charles Lee, vicomte de Quarendon (6 mai 1680 - 13 octobre 1680).
- Edward Henry Lee, vicomte de Quarendon (6 juin 1681 - 21 octobre 1713).
- Le capitaine James Lee (13 novembre 1682 - 1711).
- Francis Lee (14 février 1685 - mort jeune).
- Anne Lee (29 juin 1686 - d. 1716?), mariée à N Morgan.
- Charles Lee (5 juin 1688 - 3 janvier 1708).
- George Lee (2e comte de Lichfield) (12 mars 1690 - 15 février 1743).
- Francis Henry Fitzroy Lee (10 septembre 1692 - mort jeune).
- Elizabeth Lee (26 mai 1693 - 29 janvier 1739). Mariée à
  - (1) Francis Lee, un cousin. A un fils et deux filles, l'aînée, Elisabeth (d. 1736 à Lyon) épouse Henri Temple, fils du 1er vicomte Palmerston.
  - (2) Edward Young, en 1731, l'auteur des Pensées de Nuit, de qui elle a eu un fils.
- Barbara Lee (3 mars 1695 - 1729), épouse de Sir George Browne, 3e baronnet de Kiddington.
- Marie Isabelle Lee (6 septembre 1697 - 28 décembre 1697).
- Fitzroy Lee (10 mai 1698 - mort jeune).
- Le vice-amiral FitzRoy Henry Lee (2 janvier 1700 - avril 1751), le commodore gouverneur de terre-Neuve.
- William Lee (24 juin 1701 - mort jeune).
- Thomas Lee (25 août 1703 - mort jeune).
- John Lee (3 décembre 1704 - mort jeune).
- Robert Lee (4e comte de Lichfield) (3 juillet 1706 - 3 novembre 1776).